# Ермолино (Фурмановский район)
Ермолино — село в Фурмановском районе Ивановской области, входит в состав Иванковского сельского поселения.

## География
Село расположено в 17 км на юго-восток от центра поселения деревни Иванково и в 18 км на юго-восток от райцентра Фурманова, в 5 км от железнодорожной станции Ермолино.

## История
Село Скопино-Красное - «Ермола то ж, что на пруду» - было даровано Василию Васильевичу Казимирову, потомку новгородского боярина В.А. Казимирова, переселённого в 1478 году в Суздальский уезд. Первые упоминания о деревянной церкви села Ермолино относятся к началу XVII века. В писцовых книгах 1628 года указывается «…за Василием Казимировым пустошь, что было село Скопино Красное, а Ермола то ж, на пруде, а в ней храм Воскресение Христово стоит пуст без пения». Деревянный храм упоминается в 1723 году 8 февраля в отпускной крестьянской девице деревни Домовиц, Ермолина стана, Суздальского уезда от вдовы княгини Настасьи Григорьевны Волконской « за старосту Иванова приложил к отпускной руку села Ермолина диакон церкви Воскресения Василий». 
Каменная Воскресенская церковь в селе с колокольней и оградой была построена в середине XVIII века на средства помещика Петра Алексеева с прихожанами. Престолов было два: в холодной — во славу Воскресения Христова, в теплой — в честь святит. Николая Чудотворца.
В конце XIX — начале XX века село входило в состав Игнатовской волости Нерехтского уезда Костромской губернии, с 1918 года — в составе Середского уезда Иваново-Вознесенской губернии.
С 1929 года село входило в состав Снетиновского сельсовета Середского района Ивановской области, с 2005 года — в составе Иванковского сельского поселения.

## Население
| 1872 | 1897 | 1907 | 2002 | 2010 |
| ---- | ---- | ---- | ---- | ---- |
| 157  | ↘142 | ↘137 | ↘37  | ↗41  |

## Достопримечательности
В селе расположена действующая Церковь Воскресения Христова. В 1998 году в селе образован Свято-Воскресенский мужской монастырь Иваново-Вознесенской и Кинешемской епархии.